# Ponta Bote
A Ponta Bote é uma formação geológica costeira de São Tomé e Príncipe, localizada na ilha de São Tomé, a Sul da província de Caué. Este acidente geológico localiza-se entre a Ponta Mandioca e a Praia Capitango.